# Buschwiller
Buschwiller é uma comuna francesa na região administrativa de Grande Leste, no departamento Alto Reno. Estende-se por uma área de 4,17 km². Em 2010 a comuna tinha 1 066 habitantes (densidade: 255,6 hab./km²).